# To My...
To my... – album muzyczny zespołu Lumpex 75, należący do gatunku street punk / oi!. Był to drugi album nagrany i wydany przez tę grupę. Wydawcą była wytwórnia Jimmy Jazz Records. Album w postaci płyty CD oraz kasety magnetofonowej ukazał się w 2003 r.

## Historia
Album wydany został przez wytwórnię Jimmy Jazz Records. Był to drugi album tego zespołu. Nagranie materiału do albumu miało miejsce już 2001 r., jednak jego wydanie nastąpiło dopiero w 2003 r.. Opóźnienie w wydaniu albumu tłumaczono długim czasem przygotowania okładki, która sama w sobie jednak poddawana jest krytyce.

## Wydanie
Album ukazał się na dwóch nośnikach: płycie CD i kasecie magnetofonowej. Płyta CD ma index Jimmy Jazz Records – 030, Barcode: 5 905674 940308. Znalazło się na niej 20 utworów, w tym 6 oznaczonych jako bonus (nr 15-20). Czas trwania wynosi 00:42:35. Kaseta ma natomiast Jimmy Jazz Records – 031, Barcode: 5 905674 940315. Utwory rozmieszczone są na dwóch stronach kasety w następujący sposób: strona A – 9 utworów (A1..A9), strona B – 11 utworów (B1..B8). Nie zamieszczono wszystkich utworów bonusowych, a tylko 3. Łącznie na kasecie jest więc ich 17. We wkładce do płyty CD zamieszczono teksty utworów, ale błędy w przygotowaniu materiału sprawiły, że zawiera także teksty dwóch utworów, które nie znalazły się na płycie. Sam materiał nie był całkowicie premierowy. Cześć utworów ukazała się wcześniej na składance „Punk & Oi! Atak” oraz na splicie wydanym z formacją 4 Pakers z 2000 r., który ukazał się na kasecie magnetofonowej.

## Utwory
| Lp | Tytuł                 | CD | kaseta | czas |
| -- | --------------------- | -- | ------ | ---- |
| 1  | To My                 | 1  | A1     | 2:44 |
| 2  | B.O.P.P.              | 2  | A2     | 2:22 |
| 3  | Danzig                | 3  | A3     | 1:41 |
| 4  | Brudne Dzielnice      | 4  | A4     | 2:19 |
| 5  | Nasza Ulica           | 5  | A5     | 2:10 |
| 6  | Po Co Piłem           | 6  | A6     | 2:20 |
| 7  | Gdański Klub Sportowy | 7  | A7     | 2:42 |
| 8  | Gejmboj               | 8  | A8     | 1:50 |
| 9  | Nie Jestem            | 9  | A9     | 1:35 |
| 10 | Oi! Zabawa            | 10 | B1     | 2:19 |
| 11 | Jest Jak Jest         | 11 | B2     | 1:49 |
| 12 | Luna                  | 12 | B3     | 2:02 |
| 13 | Piwo                  | 13 | B4     | 1:44 |
| 14 | Pracownik             | 14 | B5     | 2:05 |
| 15 | B.O.P.P. (bonus)      | 15 | Nie    | 2:12 |
| 16 | Gdańsk (bonus)        | 16 | B6     | 2:55 |
| 17 | Oi! Zabawa (bonus)    | 17 | Nie    | 2:32 |
| 18 | To My (bonus)         | 18 | Nie    | 2:45 |
| 19 | Wór zetów (bonus)     | 19 | B7     | 2:26 |
| 20 | Żółta skóra (bonus)   | 20 | B8     |      |

## Covery
Pośród wyżej wymienionych utworów zawartych na płycie znalazły się dwa będące coverami:
- „Żółta skóra”, który to utwór jest przeróbką piosenki pod tytułem „We didn’t start the fire” wykonywaną przez Billy Joela
- „Pracownik”, który to utwór pochodzi z repertuaru zespołu DDT (legendarna grupa punkowa z trójmiasta) i jak się ocenia, mimo upłynięcia 20 lat od powstania utworu, jego tekst był w momencie wydania albumu nadal bardzo aktualny[1][2].

## Odbiór i opinie
Album uznaje się za udane, samodzielne wydawnictwo zespołu z nurtu street punk/oi!. Muzyka zawarta na płycie i kasecie to proste oraz melodyjne utwory, które z pewnością przypadły do gustu zwolennikom tego nurtu punk rocka. W recenzjach zaznacza się fakt, iż mimo braku „kombinowania” przy kompozycjach muzycznych, nie ma mowy o monotonii albumu. Mimo że niektóre z utworów uważna się za nieco gorsze, to jednak większość utworów to solidna, dobra dawka oi!. Szczególnie pozytywny odbiór mają utwory w których zespół zwalnia nieco tempo lub gdzie pojawiają się krótkie gitarowe solówki zagrane na jednej strunie i męskie chórki wokalne. W warstwie tekstowej to niemal obowiązkowe dla tego nurtu tematy: wielkomiejska rzeczywistość, subkultura, piwo, zabawa. Jako hity zestawu wskazuje się takie utwory jak „Oi! Zabawa”, „B.O.P.P.”, „Gdańsk”, „Luna”. Oprócz nich wyróżniane są dwa covery: „Żółta skóra” i „Pracownik”. Krytyczne opinie dotyczą zaś samego wydawnictwa, między innymi w odniesieniu do czasu jaki upłynął od nagrania materiału do jego wydania oraz słabej jakości okładki i innych elementów, jak wkładki z tekstami. Ten właśnie album, drugi w dorobku zespołu, uznaje się za ten, który otworzył grupie drzwi na salony polskiego (i nie tylko) Oi'a.